# Heinrich Gustav Reichenbach

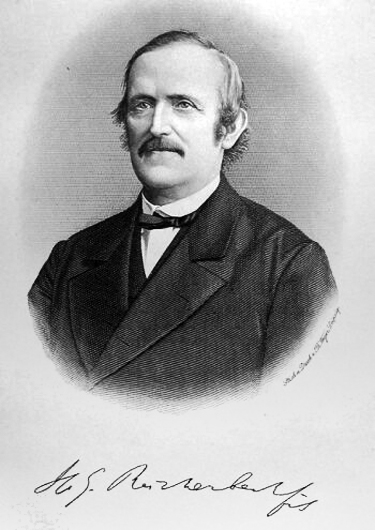
Heinrich Gustav Reichenbach

Heinrich Gustav Reichenbach (Leipzig, 3 januari 1823 - Hamburg, 6 mei 1889) was een Duitse botanicus. Hij was gespecialiseerd in orchideeën.
In 1852 promoveerde hij met zijn werk over Orchideeën-Pollen en werd in 1863 hoogleraar in de plantkunde en directeur van de botanische tuin in Hamburg.
Hij was zoon van de beroemde botanicus en schrijver van de Icones Florae Germanicae et Helveticae Heinrich Gottlieb Ludwig Reichenbach (vandaar de toevoeging „f.“ aan zijn naam, uit het Latijns filius = „zoon“).
Het geslacht Aa is een orchidee die naar de cartograaf en drukker Pieter van der Aa is vernoemd door de Duitse botanicus Heinrich Gustav Reichenbach. Het verhaal hiervan wil dat dit gebeurde omdat hij in 1698 het boek Paradisus Batavus van de Duits-Nederlandse botanicus Paul Hermann (na diens overlijden in 1695) drukte. In dit boek werd voor het eerst de kweekmethode van een orchidee (Brassavola nodosa) uitgelegd. Deze toeschrijving staat echter ter discussie. Reichenbach kan evengoed dit geslacht Aa benoemd hebben opdat het steeds bovenaan alfabetische lijsten zou terechtkomen.
- Bibsys: 11040823
- Bibliothèque nationale de France: cb10654594r (data)
- Author citation (botany): Rchb.f.
- CiNii: DA10984981
- Stuttgart Database of Scientific Illustrators 1450–1950: 2710
- Gemeinsame Normdatei: 116398582
- International Standard Name Identifier: 0000 0000 8396 1069
- Library of Congress Control Number: n79125882
- Nationale Bibliotheek van Tsjechië: mub2018994018
- Nationale bibliotheek van Australië: 35749194
- Nederlandse Thesaurus van Auteursnamen: 217014577
- Réseau des bibliothèques de Suisse occidentale: 02-A012836302
- SNAC: w6xr1nrw
- Système universitaire de documentation: 076140547
- Museum of New Zealand Te Papa Tongarewa: 50792
- Trove: 1069896
- Virtual International Authority File: 77066171
- WorldCat: E39PBJfGRkmQtfCxQgFpRW8wG3